# Arlette Cousture
Pour les articles homonymes, voir Couture (homonymie).
Œuvres principales
Arlette Cousture (née Arlette Couture le 3 avril 1948 à Saint-Lambert, au Canada) est une écrivaine canadienne, québécoise. Elle est surtout connue pour ses romans historiques, notamment le best-seller Les Filles de Caleb.

## Biographie
Elle est la fille de Clovis-Émile Couture et Blanche Pronovost,,, dont elle a écrit le roman biographique sous le nom Le Cri de l'oie blanche, qui est ensuite devenu Blanche en 1993.
Le nom de Arlette Cousture est associé au succès de son œuvre Les Filles de Caleb, vendu à plusieurs millions d'exemplaires (trois tomes confondus).
La mini-série qui en a été tirée a fracassé les records d'audience au Canada francophone.
L’œuvre a même donné naissance à un village thématique qui a attiré les touristes en Mauricie pendant près d'une décennie: Le Village d'Émilie.
L'auteure obtient un baccalauréat ès arts du Collège Sainte-Marie de Montréal en 1967, puis un baccalauréat en animation culturelle et théâtrale à l'Université du Québec. Diplômée de l’Université de Montréal, Arlette Cousture est d'abord enseignante à l'école secondaire avant d'amorcer une carrière en communication. Entrée au service de la télévision de Radio-Canada en 1971, elle y est tour à tour animatrice de Caméra-Moto, recherchiste pour Week-end, interviewer et reporter à Femme d’aujourd’hui, ainsi que journaliste pour le Téléjournal national et régional. En 1979, elle entre à Hydro-Québec à titre de conseillère en communication. Elle y reste jusqu'en 1987. Depuis cette date, elle se consacre à l'écriture à plein temps.
Après les deux premiers tomes de Les Filles de Caleb, elle publie Ces enfants d'ailleurs, une œuvre en deux tomes nous plongeant dans le destin tragique de jeunes réfugiés polonais, de Cracovie à Winnipeg et à Montréal, sur plus de cinquante ans. Les deux tomes (Même les oiseaux se sont tus et L'envol des tourterelles) ont été tous deux adaptés pour la télévision.
Sur un tout autre registre, en 1998 Arlette Cousture a publié le roman : J'aurais voulu vous dire William. En 1999, elle a complété le scénario et les dialogues de Gypsies, une mini-série de dix heures diffusée à Radio-Canada à l’hiver 2000. Au printemps 2003 elle publie au Québec et en France Tout là-bas, qui raconte un épisode de la vie d’une communauté insulaire du Nord québécois. En novembre 2003, elle achève le troisième et dernier tome de Les Filles de Caleb, L’Abandon de la mésange, qui paraît au Québec chez Libre Expression et en France chez Albin Michel en avril 2005. Également, en 2008, Depuis la fenêtre de mes cinq ans. Petals’ Pub suit en 2012.
En avril 2011, 25 ans après la parution de son premier tome, Les Filles de Caleb est transformé en opéra-folk et joué sur les planches du Théâtre Saint-Denis de Montréal. L'œuvre principale de Arlette Cousture a été revisitée par Micheline Lanctot qui en signe le livret. Les paroles et la musique sont l'œuvre de Michel Rivard et la mise en scène sera sous la responsabilité d'Yvon Bilodeau.
En 2013, Arlette a collaboré à La Presse+, en publiant, tous les dimanches, une brève nouvelle inspirée d'un sujet d’actualité qui l’a particulièrement marquée. Le 15 novembre de la même année, elle publie sur son site Web un recueil de 12 nouvelles qui s’intitule Pourquoi les enfants courent-ils toujours après les pigeons ?.
Un an plus tard, soit le 5 novembre 2014, Pourquoi les enfants courent-ils toujours après les pigeons ? est offert chez les libraires numériques en format ePub.
Depuis 2014, elle anime à Radio Ville-Marie (RVM), l'émission mensuelle Mémoires portant sur l'étude des événements du XXe siècle. Elle est notamment accompagnée des chroniqueurs Jean-Claude Poitras, Michel Pratt, Patricia Leclerc et Congbon Huynh.
En 2016, elle reçoit la médaille d'Honneur de l'Assemblée nationale du Québec et publie Chère Arlette, un roman choral dans lequel les principaux personnages des Filles de Caleb lui écrivent. Chacun dans son style, ils remercient et même vilipendent Arlette sur le destin qu'elle leur a choisi.
Impliquée dans l'action humanitaire, Arlette Cousture se consacre à la sensibilisation de ses concitoyens aux enjeux reliés à la sclérose en plaques — maladie dont elle est atteinte — et à la défense des droits et intérêts des handicapés intellectuels. Lors de la création d'un fonds de recherche sur le handicap intellectuel, l'Université de Montréal a choisi de le nommer « Fonds Émilie-Bordeleau », du nom de l'héroïne du roman Les Filles de Caleb; Arlette Cousture a siégé au Conseil d'administration de ce Fonds.

## Honneurs
- 1978 - Prix littéraires Radio-Canada
- 1991 - Membre de l'Académie des Grands Montérégiens
- 1991 - Prix d'honneur de l'Alliance des professeures et professeurs de Montréal pour contribution exemplaire au développement de l'éducation
- 1995 - Prix littéraires du Journal de Montréal
- 1996 - Grands Montréalais
- 1998 - Officier de l'ordre du Canada
- 2004 -  Chevalier de l’Ordre de la Pléiade
- 2004 - Grand Prix littéraire de la Montérégie
- 2012 -  Chevalier de l'Ordre national du Québec
- 2016 - Médaille d'Honneur de l'Assemblée nationale du Québec

## Œuvre

### Récit et romans
- 1982 : Aussi vrai qu'il y a du soleil derrière les nuages (essai biographique, éditions Libre Expression, Montréal)  (ISBN 2891111133)
- Les Filles de Caleb en trois tomes :
  - 1985 : Les Filles de Caleb. Emilie : Le Chant du coq (tome 1, éditions Québec/Amérique, Montréal)  (ISBN 2890372537)
  - 1986 : Les Filles de Caleb. Blanche : Le Cri de l'oie blanche (tome 2, éd. Québec/Amérique, Montréal)  (ISBN 2890373045)
  - 2004 : Les Filles de Caleb. Elise : L'abandon de la mésange (tome 3, éditions Libre Expression, Montréal)  (ISBN 2-89430-634-2)
- Ces enfants d'ailleurs en deux tomes :
  - 1992 : Ces enfants d'ailleurs. Même les oiseaux se sont tus (tome 1, éd. Libre Expression, Montréal)  (ISBN 2-89111-554-6)
  - 1994 : Ces enfants d'ailleurs. L'envol des tourterelles (tome 2, éditions Libre Expression, Montréal)  (ISBN 2-89111-625-9)
- 1993 : Blanche, Paris : La Table ronde,  (ISBN 2-7103-0562-3)
- 1997 : Saynète à deux temps (dans le cadre de la Dictée des Amériques)
- 1998 : J’aurais voulu vous dire William (éditions Libre Expression, Montréal)  (ISBN 2-89111-779-4)
- 2003 : Tout là-bas (éditions Libre Expression, Montréal)  (ISBN 2-253-11344-1)
- 2008 : Depuis la fenêtre de mes cinq ans (éditions Libre Expression, Montréal)  (ISBN 978-2-7648-0436-0)
- 2012 : Petals' Pub (éditions Libre Expression, Montréal)  (ISBN 9782764805312)
- 2016 : Chère Arlette (éditions Libre Expression, Montréal)  (ISBN 978-2-7648-1189-4)
- 2021 : En Voiture ! All Aboard ! (éditions Libre Expression, Montréal)  (ISBN 9782764813942 et 9782764815151)

### Essais, nouvelles et contes
- 1985 : Le Sens de la fête, essai, FORCES, Été 1985.
- 1989 : Bon parler pour bon parler, essai, Le Québec littéraire, no 2, Hiver 1989.
- 1989 : La Voix de Victor, nouvelle, Le Québec littéraire, no 3, Été 1989.
- 1989 : La Chute des nues, nouvelle, Coup de Pouce, 1989.
- 1990 : Cette semaine-là, nouvelle, Le Devoir, 4 août 1990 ; rééditée dans Un été, un enfant, ouvrage collectif publié sous la direction de Paul-André Comeau, Éditions Québec / Amérique, 1990.
- 1991 : Elle avait remercié cette jeune femme…, nouvelle, Montréal en mots, Montréal en couleurs, Montréal, Éditions internationales Alain Stanké, 1991.
- 1994 : « Joseph attendait une fille… », nouvelle, conte de Noël, La Presse, le 24 décembre 1994.
- 1996 : Le Rouge et le Vert, conte pour enfants, livre et cassette, Montréal, Éditions internationales Alain Stanké, 1996.
- 1997 : Saynète à deux temps, Texte pour la dictée des Amériques, Télé-Québec, 1997.
- Pourquoi les enfants courent-ils toujours après les pigeons, série Web de nouvelles sur www.arlettecousture.com  (ISBN 978-2-924388-00-6)
  - 2013 : Saarbrücken, Allemagne, 1945 (nouvelle 1, Éditions Cousture, Montréal)  (ISBN 978-2-924388-01-3)
  - 2013 : Québec, Canada, 1947 (nouvelle 2, Éditions Cousture, Montréal)  (ISBN 978-2-924388-02-0)
  - 2013 : Venezia, Italie, 1952 (nouvelle 3, Éditions Cousture, Montréal)  (ISBN 978-2-924388-03-7)
  - 2014 : Paris, France, 1956 (nouvelle 4, Éditions Cousture, Montréal)  (ISBN 978-2-924388-04-4)
  - 2014 : New York, États-Unis, 1968 (nouvelle 5, Éditions Cousture, Montréal)  (ISBN 978-2-924388-05-1)
  - 2014 : Montréal, Canada, 1969 (nouvelle 6, Éditions Cousture, Montréal)  (ISBN 978-2-924388-06-8)
  - 2014 : Wanda, Argentine, 1978 (nouvelle 7, Éditions Cousture, Montréal)  (ISBN 978-2-924388-07-5)
  - 2014 : Canberra, Australie, 1985 (nouvelle 8, Éditions Cousture, Montréal)  (ISBN 978-2-924388-08-2)
  - 2014 : St-Antoine-sur-Richelieu, Canada, 1999 (nouvelle 9, Éditions Cousture, Montréal)  (ISBN 978-2-924388-09-9)
  - 2014 : Contrecœur, Canada, 2009 (nouvelle 10, Éditions Cousture, Montréal)  (ISBN 978-2-924388-10-5)
  - 2014 : Bethleem, Palestine, 2013 (nouvelle 11, Éditions Cousture, Montréal)  (ISBN 978-2-924388-11-2)
  - 2014 : Baie St-Paul, Canada, 2014 (nouvelle 12, Éditions Cousture, Montréal)  (ISBN 978-2-924388-12-9)
- 2014 : Pourquoi les enfants courent-ils toujours après les pigeons ?, recueil numérique de nouvelles, Les Éditions Cousture, Montréal, 2014.  (ISBN 978-2-924388-14-3)

### Théâtre
- 1971 : Circo-Cirque, théâtre, École du Mont La Salle.
- 1979 : Du ventre au temps, œuvre dramatique radiophonique (60 minutes), Radio-Canada.
- 1981 : D'Ohm à Ohm, théâtre scientifico-humoristique, Montréal, Salon des sciences et de la technologie.

### Scénario
- 2000 : Gypsies, une mini-série de dix heures, télévision de Radio-Canada.